# George Townshend, 2:e markis Townshend
George Townshend, 2:e markis Townshend, 1:e earl av Leicester, född den 18 april 1753, död den 27 juli 1811, var en brittisk whigpolitiker, son till George Townshend, 1:e markis Townshend och far till George Townshend, 3:e markis Townshend.
År 1774 ärvde Townshend, efter sin mor, titeln baron De Ferrers, blev 1784 earl av Leicester och ärvde 1807 faderns markisvärdighet. Till följd av sina släktförbindelser erhöll han flera höga ämbeten och var bland annat postminister 1794–1799 och Lord Steward 1799–1802.